# Tschechische und Slowakische Föderative Republik
Die Tschechische und Slowakische Föderative Republik (tschechisch Česká a Slovenská Federativní Republika, slowakisch Česká a Slovenská Federatívna Republika, Kurzform ČSFR) war ein föderativer Staat, der durch die Samtene Revolution entstand. Die Föderation bestand aus Tschechien und der Slowakei und stellte den letzten historischen Zeitabschnitt der Tschechoslowakei dar, als im ab 1948 kommunistischen Staat die Demokratie wiederhergestellt wurde. Bei der Gründung der Föderation am 29. März 1990 hieß sie für kurze Zeit Tschechoslowakische Föderative Republik (tschechisch Československá federativní republika, slowakisch Česko-slovenská federatívna republika) oder auch Tschecho-Slowakische Bundesrepublik, nach dem sogenannten Gedankenstrich-Streit wurde sie am 22. April 1990 umbenannt.

## Geschichte

### Samtene Revolution
Die Revolutionen im Jahr 1989 im Ostblock waren durch das Reformprogramm des sowjetischen Staatspräsidenten Michail Gorbatschow und seiner sogenannten Sinatra-Doktrin ermöglicht worden. In der Tschechoslowakei fanden die ersten Demonstrationen am 16. November in Bratislava statt. Nach Großdemonstrationen am Folgetag auf dem Prager Wenzelsplatz, die auch durch brutalen Polizeieinsatz nicht mehr zu verhindern waren, traten am 24. November 1989 das Präsidium und das Sekretariat der KP zurück. Kurz zuvor hatten sich zwölf Oppositionsgruppen zum „Bürgerforum“ zusammengeschlossen. Nun vollzog sich der Zusammenbruch des Regimes in raschem Tempo: Die Führungsrolle der KP wurde aus der Verfassung gestrichen, ein mehrheitlich nicht kommunistisches Kabinett unter dem Reformkommunisten Marián Čalfa übernahm die Regierungsgeschäfte, Präsident Husák trat zurück. Am 28. Dezember wurde Alexander Dubček, der Repräsentant des Prager Frühlings von 1968, zum Präsidenten der Bundesversammlung gewählt, und einen Tag später vereidigte er den soeben gewählten Bürgerrechtler Václav Havel als ersten nichtkommunistischen Staatspräsidenten seit 1948, die Föderative Republik wurde ausgerufen und das Wort „sozialistisch“ aus dem Staatsnamen gestrichen. Die Samtene Revolution, eine friedliche und gewaltlose Erhebung des Volkes, war abgeschlossen und das Regime der Kommunistischen Partei gestürzt. In den nächsten Monaten wurden erste Schritte zur Herstellung freiheitlich-demokratischer Zustände und zur Einführung der Marktwirtschaft unternommen.

### Namensstreit
Nach langen Auseinandersetzungen, in denen nationale Gegensätze zwischen Tschechen und Slowaken sichtbar wurden, entschied sich die Bundesversammlung für den Staatsnamen Tschechische und Slowakische Föderative Republik (ČSFR). In den ersten freien Parlamentswahlen am 8. und 9. Juni 1990 errangen das tschechische „Bürgerforum“ und die slowakische Schwesterpartei „Öffentlichkeit gegen Gewalt“ (Verejnosť proti násiliu) die absolute Mehrheit in der Bundesversammlung. Havel wurde für 2 Jahre im Amt bestätigt, Čalfa (der zu „Öffentlichkeit gegen Gewalt“ übergetreten war) wiederum mit der Regierungsbildung beauftragt. Die Privatisierung der Wirtschaft wurde in Angriff genommen.
Der Name wurde durch das sogenannte Verfassungsgesetz angenommen. Dieses ermöglichte, den Namen der Tschechoslowakischen Föderativen Republik in Tschechische und Slowakische Föderative Republik zu ändern, am 23. April 1990 wurde der Name offiziell angenommen. Da man sich jedoch bei der Kurzform nicht auf eine einheitliche Schreibweise einigen konnte (siehe „Gedankenstrich-Krieg“), wurde im tschechischen Landesteil die Bezeichnung Tschechoslowakei (tschechisch: Československo) und im slowakischen Landesteil die Bezeichnung Tschecho-Slowakei (slowakisch: Česko-Slovensko) verwendet:
- Tschechisch: Česká a Slovenská Federativní Republika (Československo)
- Slowakisch: Česká a Slovenská Federatívna Republika (Česko-Slovensko)

### Abrüstung und Teilung der Armee
Da die Wirtschaft schlecht lief, wurde die Tschechoslowakische Armee abgerüstet, der aus ursprünglich 200.000 Soldaten bestehende Apparat auf 180.000 Soldaten reduziert. Am 25. Dezember 1992 wurde die Armee in die Streitkräfte der Tschechischen Republik und die Streitkräfte der Slowakischen Republik aufgeteilt.

### Teilung und Ende der Tschechoslowakei

Die moderne Tschechische Republik in Europa

Die moderne Slowakei in Europa

Im Jahr 1992 trieben große Teile der öffentlichen politischen Führung von Tschechien und Slowakei (insbesondere Václav Klaus und Vladimír Mečiar) die Auflösung der Staatenunion voran, die bis zum Ende von Präsident Václav Havel und dem Führer der Slowakischen Christdemokraten, Ján Čarnogurský, verteidigt wurde. Die vielen Probleme in der Wirtschaft und anderen Bereichen forderten eine schnelle Lösung des Problems. So verabschiedete die Bundesversammlung am 25. November 1992 ein Gesetz zur Teilung des Staates, durch das die Tschechische und Slowakische Föderative Republik mit Ablauf des 31. Dezember 1992 aufgelöst wurde. Am 1. Januar 1993 konstituierten sich die beiden Nachfolgestaaten: Tschechien und die Slowakei.

### Reaktionen der Bevölkerung auf die Teilung der Tschechoslowakei
Noch kurz vor der Teilung waren etwa 60 % der Landesbevölkerung gegen die Teilung der Tschechoslowakei:
- Tschechien: 65 % gegen Teilung
- Slowakei: 55 % gegen Teilung

2002 führte das Unternehmen ODS eine erneute Befragung der beiden Länder durch, die Ergebnisse waren nun:
- Tschechien: 60 % gegen Teilung
- Slowakei: 32 % gegen Teilung